# Marko Blažić
Marko Blažić (Rijeka, 11. kolovoza 1999.), hrvatski je vaterpolist. Igra za  VK Primorje. Visok je 190 cm i težak 110 kg.

## Vanjske poveznice
- Marko Blažić na Instagramu
- Marko Blažić na Facebooku